# Nepal
Nepal (uitspr.: /ˈneːpɑl/), officieel de Federale Democratische Republiek Nepal (Nepalees: संघीय लोकतान्त्रिक गणतन्त्र नेपाल, Sanghiya Loktantrik Ganatantra Nepāl), is een land in Azië, gelegen in de Himalaya tussen India en China (Tibet). Het zuidelijke gedeelte van Nepal ligt op het Indische subcontinent.

## Geschiedenis
Nepal heeft een lange geschiedenis die teruggaat tot voor het begin van de christelijke jaartelling. Het is de geboorteplaats van de Boeddha.
In 1962 kreeg Nepal een nieuwe grondwet. De macht van de koning werd zeer uitgebreid en politieke partijen werden verboden. Daarvoor in de plaats kreeg Nepal het Panchayatmodel, een partijloze "democratie", die volgens de koning beter bij de volksaard paste. Alle volwassenen moesten voortaan 15% van de partijloze leden voor de Nationale Panchayat (parlement) kiezen, terwijl de overige 85% van de leden door de koning werden benoemd. In 1972 volgde Birendra Mahendra op als koning. Na een volksopstand in 1990 schafte koning Birendra het Panchayatmodel af en voerde een democratische grondwet in. Sindsdien wordt Nepal geregeerd door de Nepalese Congrespartij. In 1994-1995 stond een communist aan het hoofd van de regering.
In februari 1996 raakte het land verwikkeld in de Nepalese Burgeroorlog. Op 1 juni 2001 werd het koningshuis bijna uitgeroeid door kroonprins Dipendra. Hij was boos op zijn ouders omdat die zijn keuze voor een echtgenote niet accepteerden. Daarom schoot hij zijn vader, koning Birendra, en zijn moeder, koningin Aishwarya, dood en vermoordde daarnaast een aantal andere leden van de koninklijke familie. Vervolgens schoot hij zichzelf neer. Hij overleed niet meteen, en terwijl hij in coma lag, werd hij tot nieuwe koning uitgeroepen. Drie dagen na de slachtpartij overleed hij alsnog, waarna zijn oom, de broer van zijn vader, Gyanendra Bir Bikram Shah Dev, de nieuwe koning werd. In 2002 trok koning Gyanendra tijdelijk de macht naar zich toe, maar herstelde later dat jaar de democratie.
Het land bleef ondertussen lijden onder de burgeroorlog. Met hun 10.000 tot 15.000 strijders bezetten de maoïstische opstandelingen meer dan 60% van Nepal. Hun grootste doel was om de koning Gyanendra af te zetten en een communistische natie te beginnen zoals China na de revolutie. Ondanks het feit dat Gyanendra veel buitenlandse steun genoot bleven de rebellen terrein winnen. Op 1 februari 2005 nam koning Gyanendra alle macht in handen en stelde de grondwet buiten werking. Hij ontsloeg minister-president Sher Bahadur Deuba van de Nepalese Congrespartij en nam zelf het premierschap op zich. De koning verweet Deuba dat hij niet in staat was de rust in het land te herstellen. Koning Gyanendra regeerde sindsdien als autoritair monarch, maar werd in 2006 gedwongen zijn macht op te geven. Op 21 november 2006 werd tussen de democratische regering en de maoïstische rebellen een vredesovereenkomst gesloten. De burgeroorlog had op dat moment meer dan tien jaar geduurd en aan meer dan 12.000 mensen het leven gekost.
In juni 2011 werd de laatste landmijn in Nepal onschadelijk gemaakt en werd het land landmijnvrij verklaard.
Op 28 december 2007 stemde een overgrote meerderheid in het Nepalese parlement voor afschaffing van de monarchie. De Nepalese Grondwetgevende Vergadering besloot op 28 mei 2008 deze wet officieel in werking te stellen, waarmee het Koninkrijk Nepal overging in de Democratische Federale Republiek Nepal. De democratie bracht echter een toename van de bureaucratie en corruptie. Het bestuursapparaat is een van de grootste en minst efficiente ter wereld. In 2015 kwam men, zeven jaar na de afschaffing van het koningshuis, eindelijk tot een nieuwe grondwet. Deze kon echter niet op universele steun rekenen: etnische groepen in de Terai voelden zich erdoor achtergesteld ten opzichte van de bergbewoners. Demonstranten blokkeerden in 2015 enkele maanden lang de grens met India, wat tot nijpende tekorten in brandstoffen en goederen leidde.

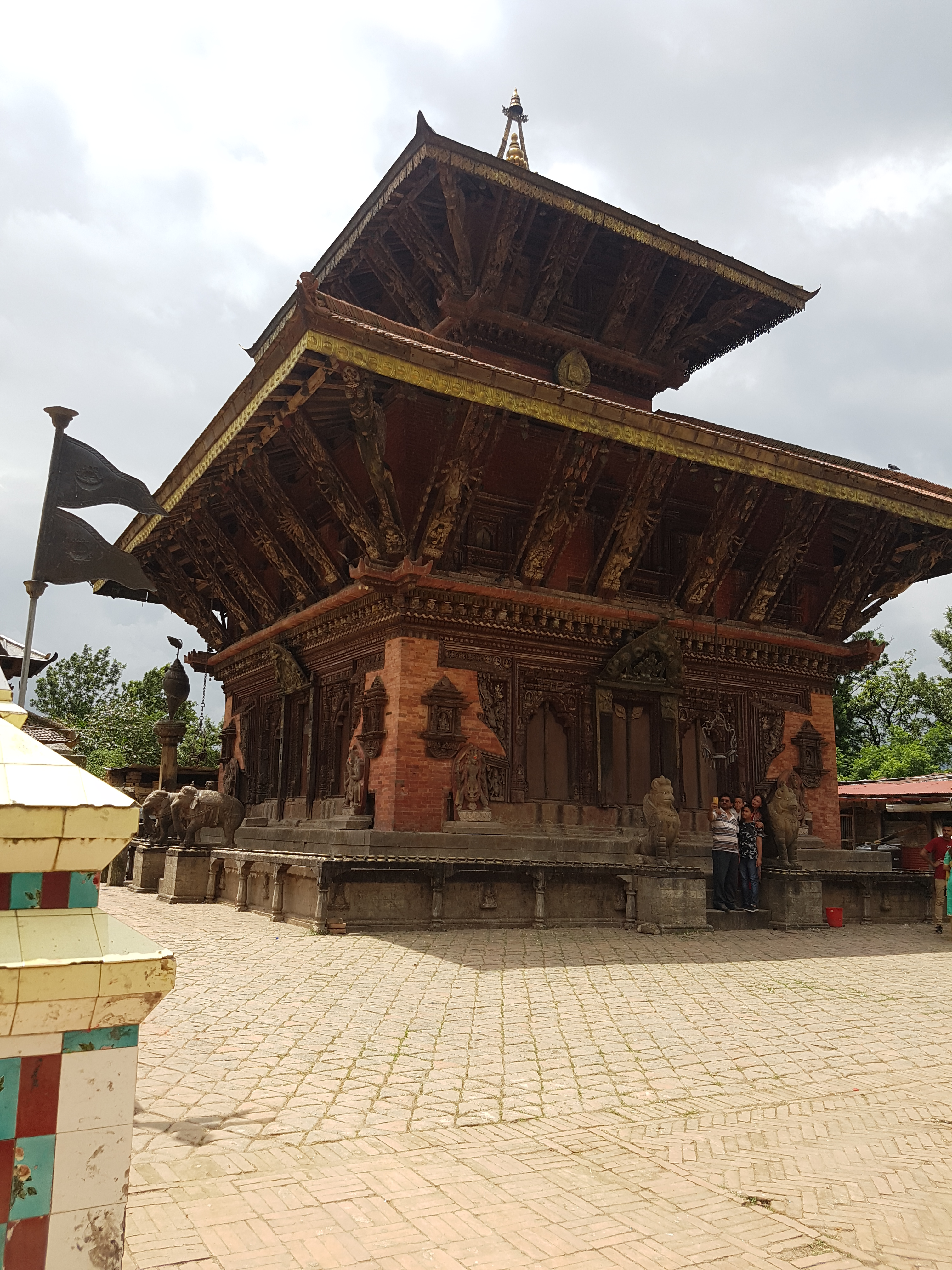
ChanguNarayan Temple

## Geografie

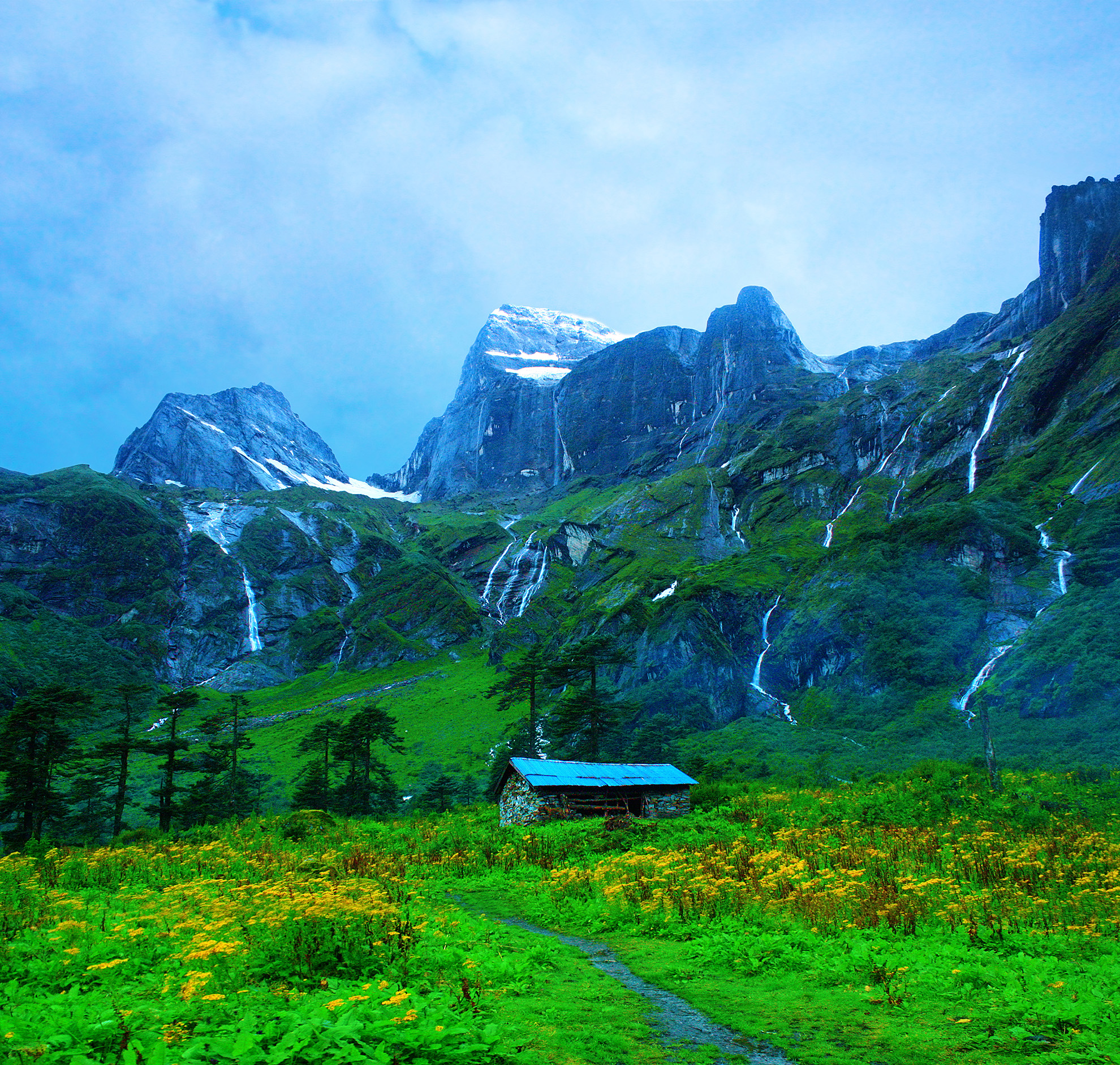
De Barunvallei

### Fysieke kenmerken
Een groot gedeelte van Nepal is bergachtig. Van de veertien bergtoppen boven 8000 meter in de wereld liggen er acht in Nepal, waaronder de hoogste berg ter wereld, de Mount Everest, die op de grens met Tibet (China) ligt. In het zuiden van het land langs de grens met India zijn de (veel) lager gelegen gebieden. Ongeveer 20% van de oppervlakte van Nepal is bruikbaar voor de landbouw. Van het zuiden naar het noorden kent Nepal drie zones, het laagland (de regio Terai) in het zuiden, heuvels en lage bergen in het centrum, en de Himalaya in het noorden.
Enkele andere hoge bergen en ruggen in Nepal zijn de Dhaulagiri, Kangchenjunga, Lhotse en Annapurna Himal.

### Geologie
De botsing tussen de Indische plaat en het Euraziatische continent, die begon in het Paleogene tijdperk en nog steeds doorgaat, produceerde de Himalaya en het Tibetaanse Plateau. Nepal ligt volledig binnen deze botsingzone, en ligt hiermee in de centrale sector van de Himalaya boog, over bijna een derde van de 2400 km lange Himalaya.
De Indische plaat blijft bewegen in noordelijke richting ten opzichte van de Euraziatische plaat met een snelheid van ongeveer 45–50 mm per jaar. Gezien de grote omvang van de schollen van de aardkorst, is dit opmerkelijk snel, ongeveer twee keer de groeisnelheid van de menselijke vingernagels. De sterke Indische plaat duikt onder de relatief zwakke Tibetaanse korst, de Himalaya omhoog duwend.
Op basis van een in 2014 gepubliceerde studie over de Main Frontal Thrust komt een grote aardbeving gemiddeld elke 750 ± 140 en 870 ± 350 jaar voor in het oosten van de regio Nepal. Een studie uit 2015 vond een gat van 700 jaar tussen aardbevingen in de regio. De studie suggereert ook, dat als gevolg van de overdracht van tektonische spanning, de aardbeving tussen Nepal en Bihar in 1934 en de aardbeving in Nepal in 2015 zijn verbonden – hiermee een historisch aardbevingspatroon volgend.
Erosie van de Himalaya is een zeer belangrijke bron van sediment, dat via verschillende grote rivieren, de Indus, de Ganges en de Brahmaputra, naar de Indische Oceaan stroomt.

### Klimaat
Door de grote hoogteverschillen kent het land veel uiteenlopende klimaatgebieden, van een hooggebergteklimaat in de Himalaya tot een subtropisch klimaat langs de grens met India.
In het oosten van Nepal valt er ongeveer 2500 mm regen per jaar, in het midden rond Kathmandu ongeveer 1420 mm en in het westen ongeveer 1000 mm.

## Bevolking

### Demografie

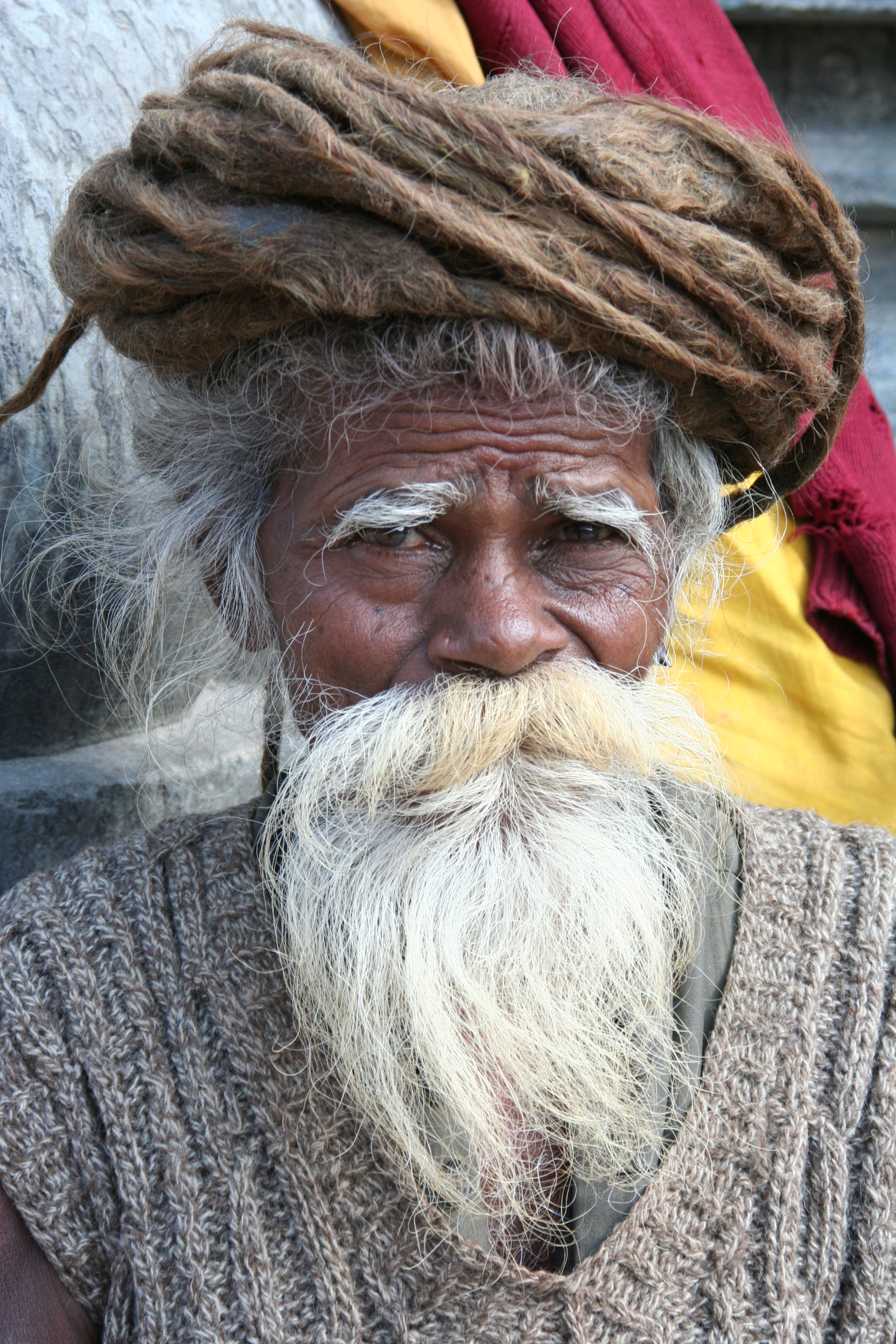
Nepalese sadhu.

De bevolking van Nepal woont voornamelijk in de laaggelegen gebieden langs de grens met India en in de vallei rond Kathmandu. De gemiddelde levensverwachting in Nepal is 66,16 jaar. De bevolking groeit met ongeveer 1,6% per jaar.

### Etnische groepen
Nepal kent vele kasten/etnische groepen waaronder de Chhetri (17%), de Brahmanen (12%), de Magar (7%), de Tharu (7%), de Tamang (6%) en de Newah (5%). Onder de Tibetaanse groepen in het noorden van Nepal bevinden zich de Sherpa's, die bekend zijn als gidsen en dragers in het alpinisme.

### Religie
De meerderheid van de bevolking (81,3%) belijdt het hindoeïsme. De grondwet bepaalt dat Nepal een hindoekoninkrijk is, maar het hindoeïsme is niet ingesteld als staatsgodsdienst. Ook het boeddhisme is er belangrijk: 9% van de bevolking hangt deze religie aan. Hiernaast hangt 4,4% van de bevolking de islam aan, 3,1% is aanhanger van het inheemse kirantgeloof en 1,4% is christen. Op 19 mei 2006 verklaarde het Huis van Afgevaardigden dat Nepal een seculier land is, ook al bleef het wel het enige officiële hindoeland in de wereld.

### Taal
De officiële taal van Nepal is het Nepalees, dat door 44,6% van de bevolking wordt gesproken. De taal wordt in het Devanagarischrift geschreven. Het Nepalees kent net als het Hindi zijn oorsprong in het Sanskriet.
Naast het Nepalees worden er nog meer dan honderd andere lokale talen en dialecten gesproken, waaronder het Maithili (11,7%), het Bhojpuri (6%), het Tharu (5,8%) en het Tamang (5,1%).
Twee derde van de +5-jarigen is geletterd. De uitersten: in het district Kathmandu 86%, in het district Rautahat 42%.

## Politiek

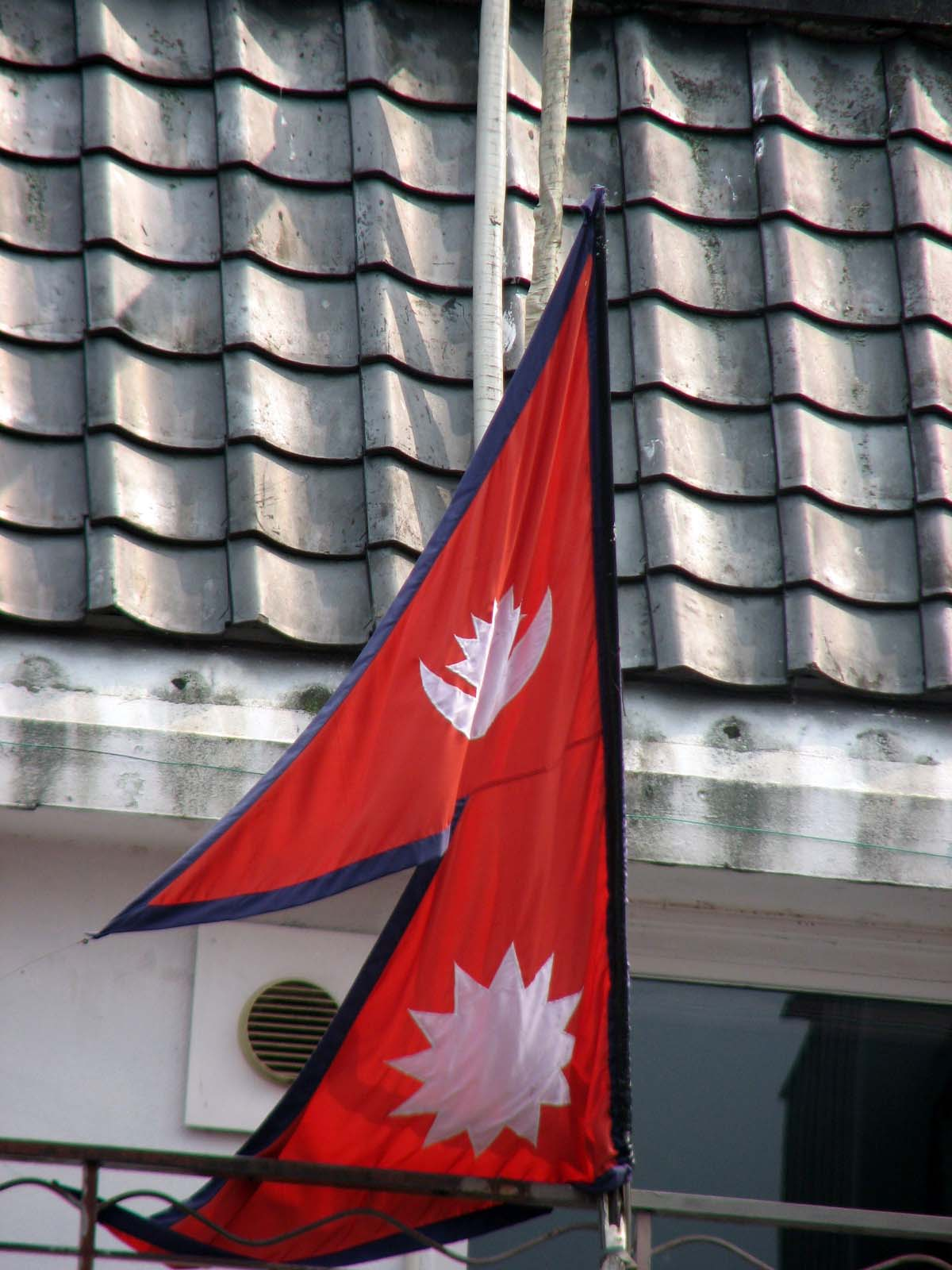
De vlag van Nepal

### Staatsinrichting
De koning van Nepal was tot 1990 een absolute monarch. In dat jaar voerde koning Birendra na een referendum staatshervormingen door en vormde hij Nepal om tot een parlementaire democratie. De moeilijkheden tussen de verschillende politieke partijen leidden echter tot een burgeroorlog. De laatste koning, Gyanendra, kwam in 2001 aan de macht na een dramatische schietpartij in het koninklijk paleis, waarbij koning Birendra en andere edelen om het leven kwamen. Gyanendra probeerde meer macht naar zich toe te trekken en hoopte zo effectiever de opstand en andere problemen te kunnen aanpakken. Op 5 februari 2005 nam hij na een periode van grote schendingen van de mensenrechten in Nepal alle macht in handen. Daarbij nam hij ook het premierschap op zich. Op 18 mei 2006 ontnam het parlement hem zijn gezag over het leger, zijn juridische immuniteit en zijn vrijstelling van het betalen van belasting. Volgens toenmalig premier Koirala weerspiegelde deze uitspraak, die unaniem werd aangenomen, de stemming onder het volk. Gyanendra verloor ook zijn formele positie als staatshoofd. De term Zijner Majesteits regering werd vervangen door de Nepalese regering. De koning trad terug na wekenlange straatprotesten. Ook buurland India drong erop aan dat hij het veld zou ruimen.
Sinds 28 mei 2008 is Nepal, na een besluit van het parlement, een republiek.

### Staatshoofd
Het laatste staatshoofd van het koninkrijk Nepal, van juni 2001 tot mei 2008, was koning Gyanendra. Nadat Nepal in 2008 een republiek was geworden werd de post van president in het leven geroepen om als staatshoofd te dienen. Ram Baran Yadav (arts, voormalig minister van Gezondheidszorg) werd dat jaar verkozen tot de eerste president van de republiek Nepal.
Het presidentschap van Nepal is vooral een ceremoniële functie. Wel speelt de president een rol bij de vorming van een regering en benoemt hij de premier. De president wordt gekozen door het parlement.
Het huidige staatshoofd van Nepal is sinds maart 2023 president Ram Chandra Poudel.

### Regering
De premier van Nepal is sinds december 2022 Pushpa Kamal Dahal (alias Prachanda) van de Verenigde Communistische Partij van Nepal. Hij bekleedde het premierschap al twee keer eerder (2008–2009, 2016–2017). Naast leden van zijn eigen partij telt zijn kabinet ook ministers van de marxistisch-leninistisch Communistische Partij, de Nationale Onafhankelijke Partij (Rastriya Swatantra Party), de Nationale Democratische Partij (Rastriya Prajatantra Party) en de Publieke Opinie Partij (Janamat Party).

### Politieke partijen
Sinds het einde van de jaren 40 bestaat de politiek in Nepal uit drie verschillende politieke stromingen:
- Congres: De Nepalese Congrespartij is een gematigd socialistische partij, waarin de familie Koirala veel invloed heeft, zoals de voormalige premier Girija Prasad Koirala. Was vroeger een voorstander van een constitutionele monarchie in het land, maar sinds het einde van de burgeroorlog heeft de partij het idee geaccepteerd van de vorming van een republiek.
- Communisten: De Communistische Partij van Nepal werd in 1949 opgericht, maar viel later uiteen in een gematigde partij, genaamd de Communistische Partij van Nepal (Verenigd Marxistisch-Leninistisch), en een radicale partij, genaamd de Communistische Partij van Nepal (Eenheidscentrum). De Communistische Partij van Nepal (VML) werd een dominante politieke partij in het parlement. De Communistische Partij van Nepal (EC) viel in 1994 uiteen, waaronder de Communistische Partij van Nepal (maoïstisch). Deze partij werkte voor het einde van de burgeroorlog buiten het parlementair systeem, maar neemt sinds het einde actief deel aan het parlementair systeem.
- Royalisten: De Rastriya Prajatantra Partij is een rechtse, Hindoe-nationalistische en monarchistische politieke partij in Nepal.[12] Bij de verkiezingen van 2008 won de partij 8 van de 601 zetels.

### Bestuurlijke indeling
Nepal is staatkundig onderverdeeld in 7 provincies, die op hun beurt onderverdeeld zijn in 75 districten.
Op het laagste bestuurlijke niveau zijn er 3915 dorpscommissies en 58 steden, waaronder 4 sub-metropolitaanse en 1 metropolitaanse stad.

#### Grootste steden
Grootste steden naar inwoneraantal (Census 2011) met de oude indeling van voor 2017.
| Nr. | Stad       | Inw     | District   | Zone     | Regio              |
| --- | ---------- | ------- | ---------- | -------- | ------------------ |
| 1   | Kathmandu  | 975.453 | Kathmandu  | Bagmati  | Central (CDR)      |
| 2   | Pokhara    | 255.465 | Kaski      | Gandaki  | Western (WDR)      |
| 3   | Lalitpur   | 220.802 | Lalitpur   | Bagmati  | Central (CDR)      |
| 4   | Biratnagar | 201.125 | Morang     | Kosi     | Eastern (EDR)      |
| 5   | Bharatpur  | 143.836 | Chitawan   | Narayani | Central (CDR)      |
| 6   | Birgunj    | 135.904 | Parsa      | Narayani | Central (CDR)      |
| 7   | Butwal     | 118.462 | Rupandehi  | Lumbini  | Western (WDR)      |
| 8   | Dharan     | 116.181 | Sunsari    | Kosi     | Eastern (EDR)      |
| 9   | Bhimdatta  | 104.599 | Kanchanpur | Mahakali | Far Western (FWDR) |
| 10  | Dhangadhi  | 101.970 | Kailali    | Seti     | Far Western (FWDR) |
| 11  | Janakpur   | 97.776  | Dhanusa    | Janakpur | Central (CDR)      |
| 12  | Hetauda    | 84.671  | Makwanpur  | Narayani | Central (CDR)      |

## Economie

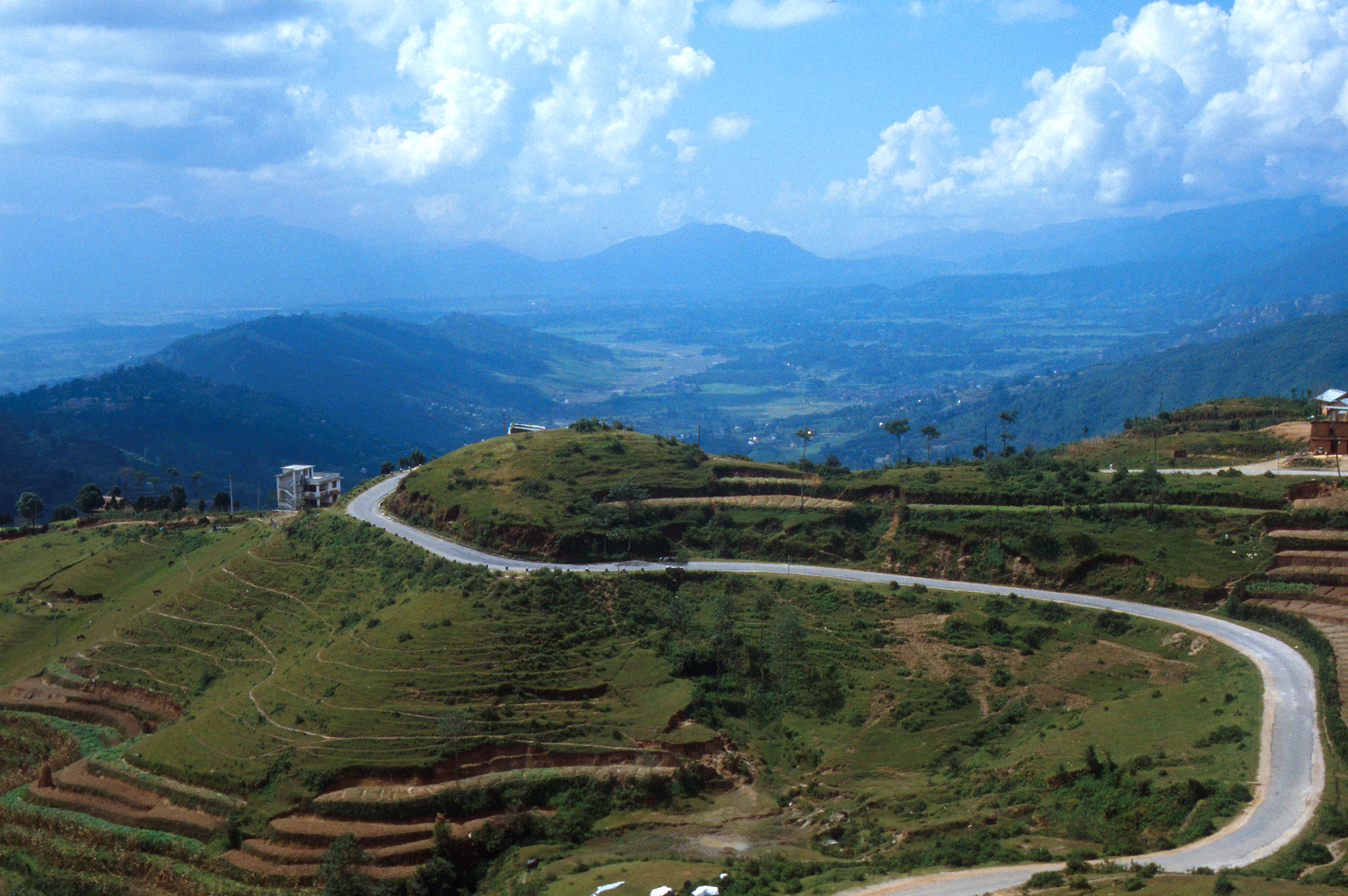
Terraslandbouw — de landbouwsector is van groot belang voor de Nepalese economie

Nepal wordt tot de ontwikkelingslanden met een laag gemiddeld inkomen gerekend. In 2001 lag het gemiddelde jaarinkomen op 240 Amerikaanse dollar.
Landbouw is de belangrijkste sector van de economie. Deze verschaft werk aan bijna 80% van de bevolking. De waarde van de landbouw bedraagt ongeveer 40% van het bnp. De productie in de landbouw stijgt met ongeveer 5% per jaar, wat meer is dan de bevolkingsgroei van 1,596%.
De industrie verwerkt voornamelijk landbouwproducten zoals jute, suikerriet, tabak en graan. De productie van textiel en tapijten kent een snelle groei. Bijna 80% van de waarde van de export bestaat uit industriële producten. De waarde van de industrie bedraagt ongeveer 22% van het bnp. Nepal heeft een vrij kleine dienstensector, er zijn veel meer mensen die in de primaire sector werken.
Het toerisme vormt een belangrijke bron van inkomsten voor het land. De toeristen worden voornamelijk getrokken door de relatieve ongereptheid van het land en de Himalaya. Trekken in de Himalaya is voor veel toeristen een van de voornaamste redenen om naar Nepal te gaan. Het toerisme is ook een van de weinige sectoren waarin buitenlandse investeringen plaatsvinden.
- Bnp: $5,6 miljard ($240 per persoon)
- Jaarlijkse bnp-groei: 6,5%
- Verdeling bnp: landbouw 40%, industrie 22%, diensten 37%
- Buitenlandse schuld: $2,8 miljard
- Exportproducten: tapijten, textiel, Felle (=bont?), jute, kunstnijverheid
- Importproducten: machines en transportmiddelen (19%), chemische en farmaceutische producten (12%)
- Export naar: Duitsland (34%), Verenigde Staten (33%) (1996)
- Import uit: India (27%), Hongkong (15%), Japan (11%) (1996)

### Armoede
Veel mensen in de steden en op het platteland kennen armoede. Volgens het Ontwikkelingsprogramma van de Verenigde Naties leeft in Nepal 30,9% van de bevolking onder de armoedegrens.Volgens index mundi leefde in 1995 42% onder de armoedegrens en in 2011 was dit gedaald tot 25,2%.
Op 25 apr 2014 werd door de NPO de aflevering "Nepal" uitgezonden, uit de 6-afleveringen-reeks "Peter R. over de grens", waarin Peter R. de Vries "stuit op bizarre uitwassen, waarbij kinderen worden weggegeven of verkocht door hun straatarme ouders om vervolgens stelselmatig te worden uitgebuit door welgestelde burgers."

## Trivia
- De nationale drank is Tongba.
- De tijdrekening in Nepal geschiedt volgens een maankalender.
- Uit het gebied van de Gurungs komen de beroemde Gurkhasoldaten die bij het Britse leger dienen. Zij staan bekend als zeer trouw en blijven overeind tijdens de erbarmelijkste omstandigheden.
- Nepal is het enige land ter wereld met een niet-rechthoekige of vierkante vlag.

## Fotogalerij

Nepal
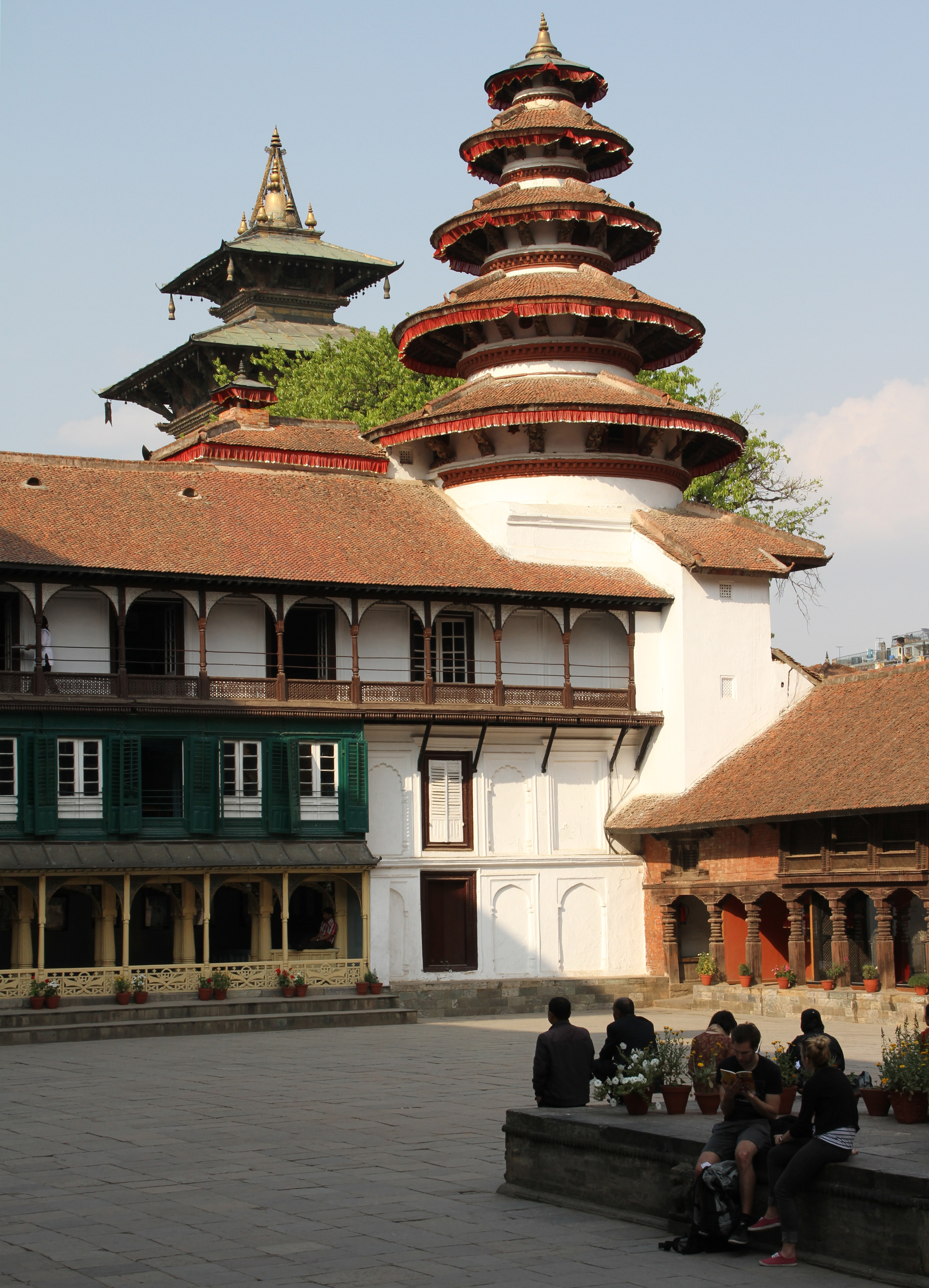
Kathmandu
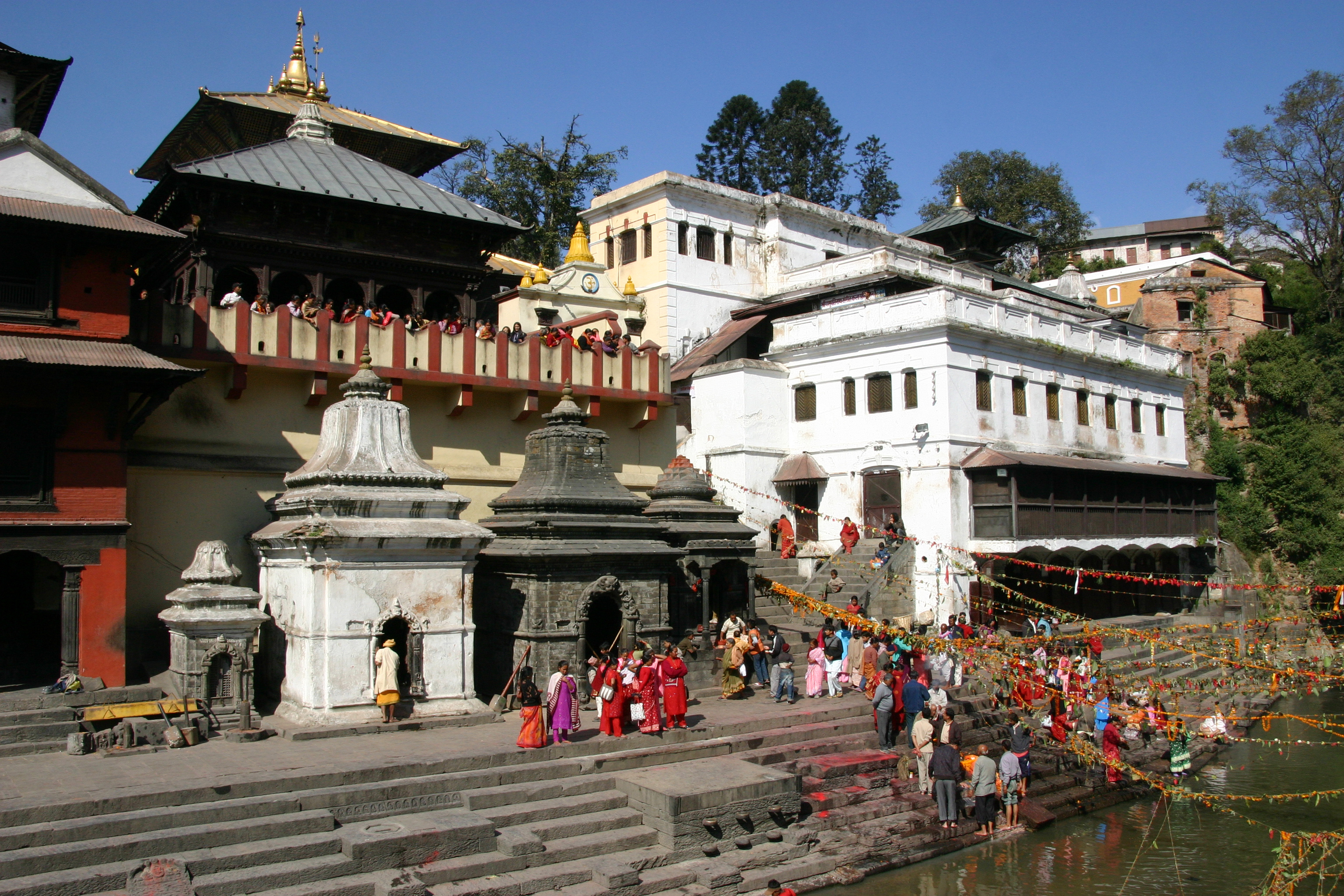
Pashupatinath
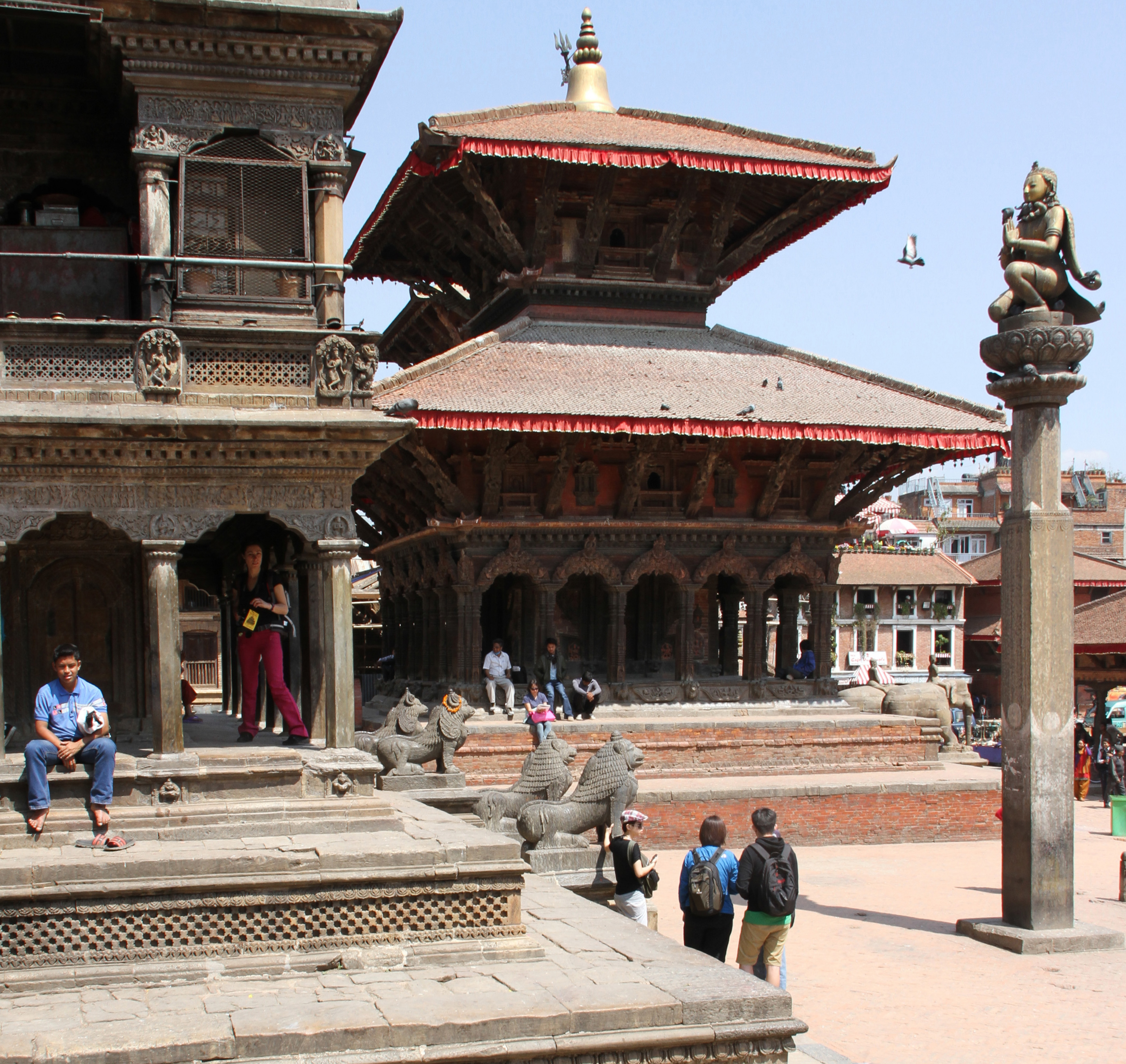
Patan
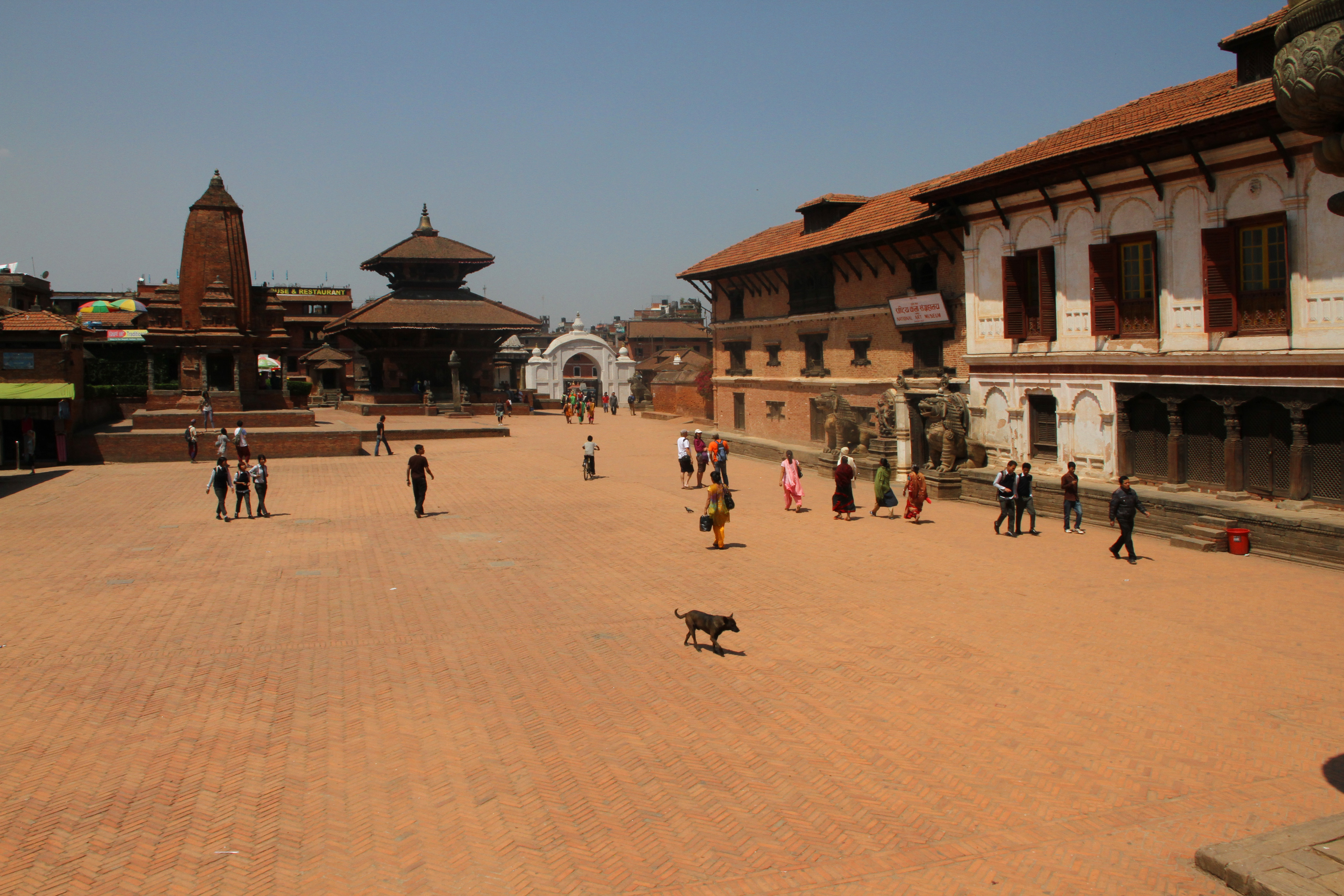
Bhaktapur
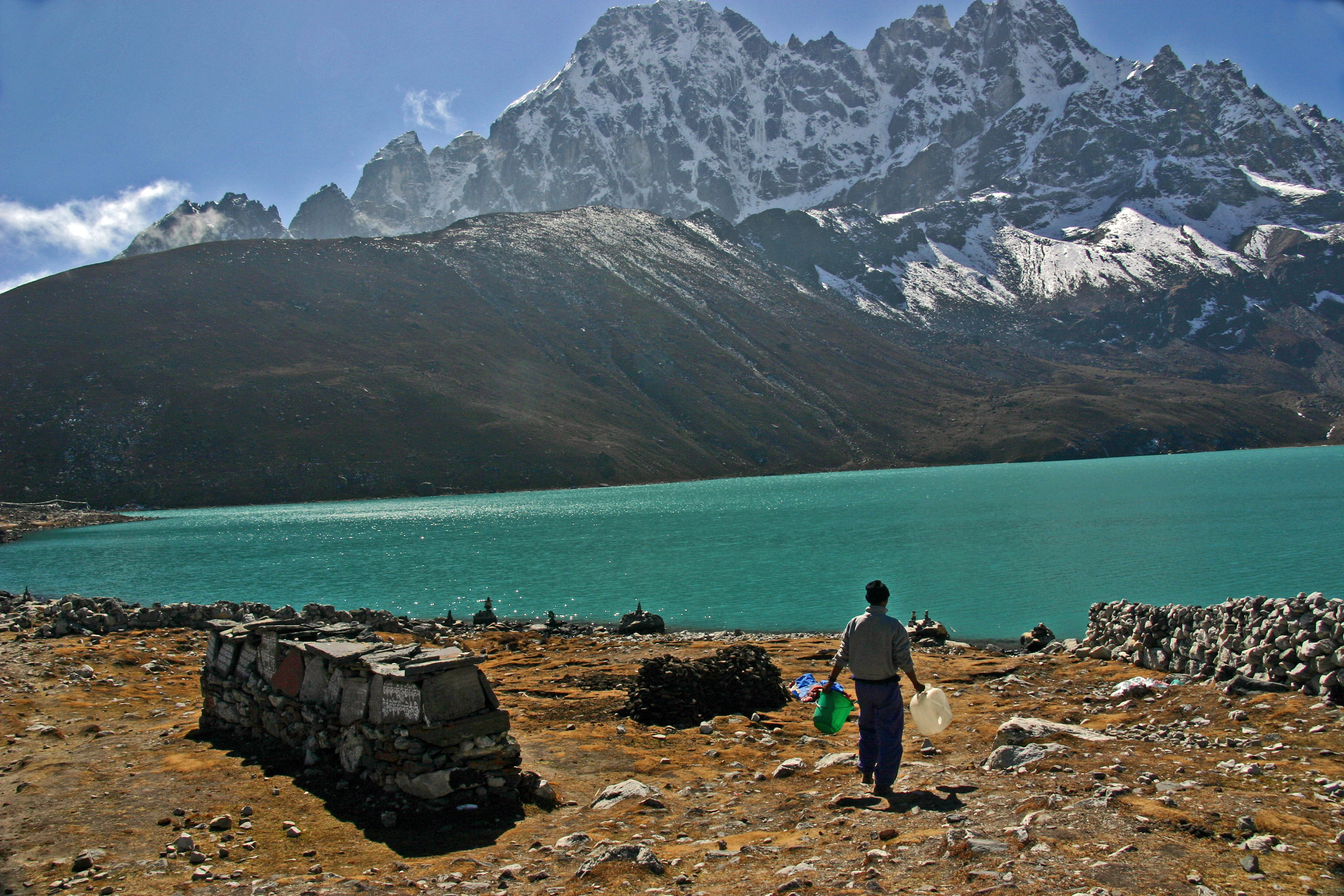
Himalaya
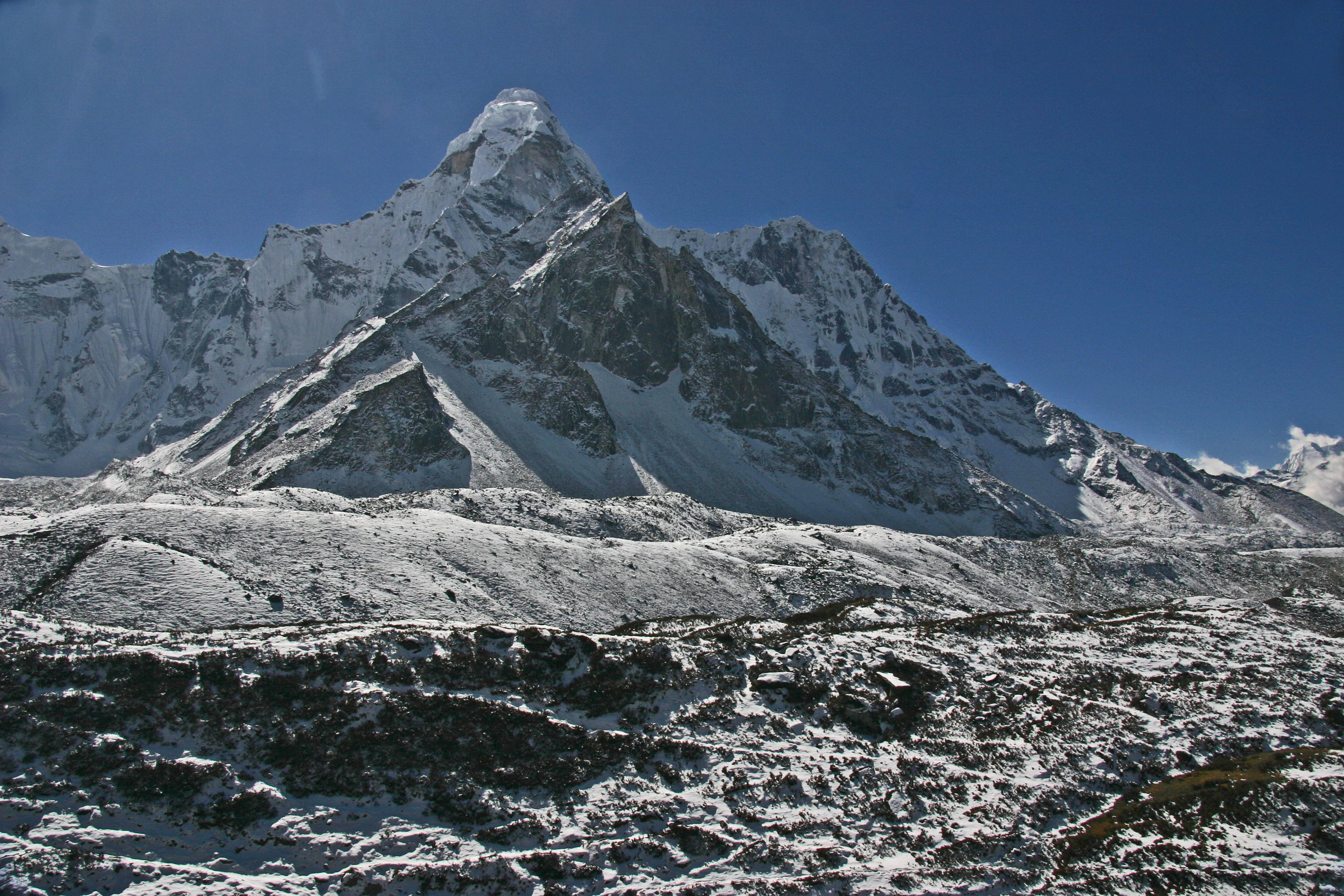
Himalaya
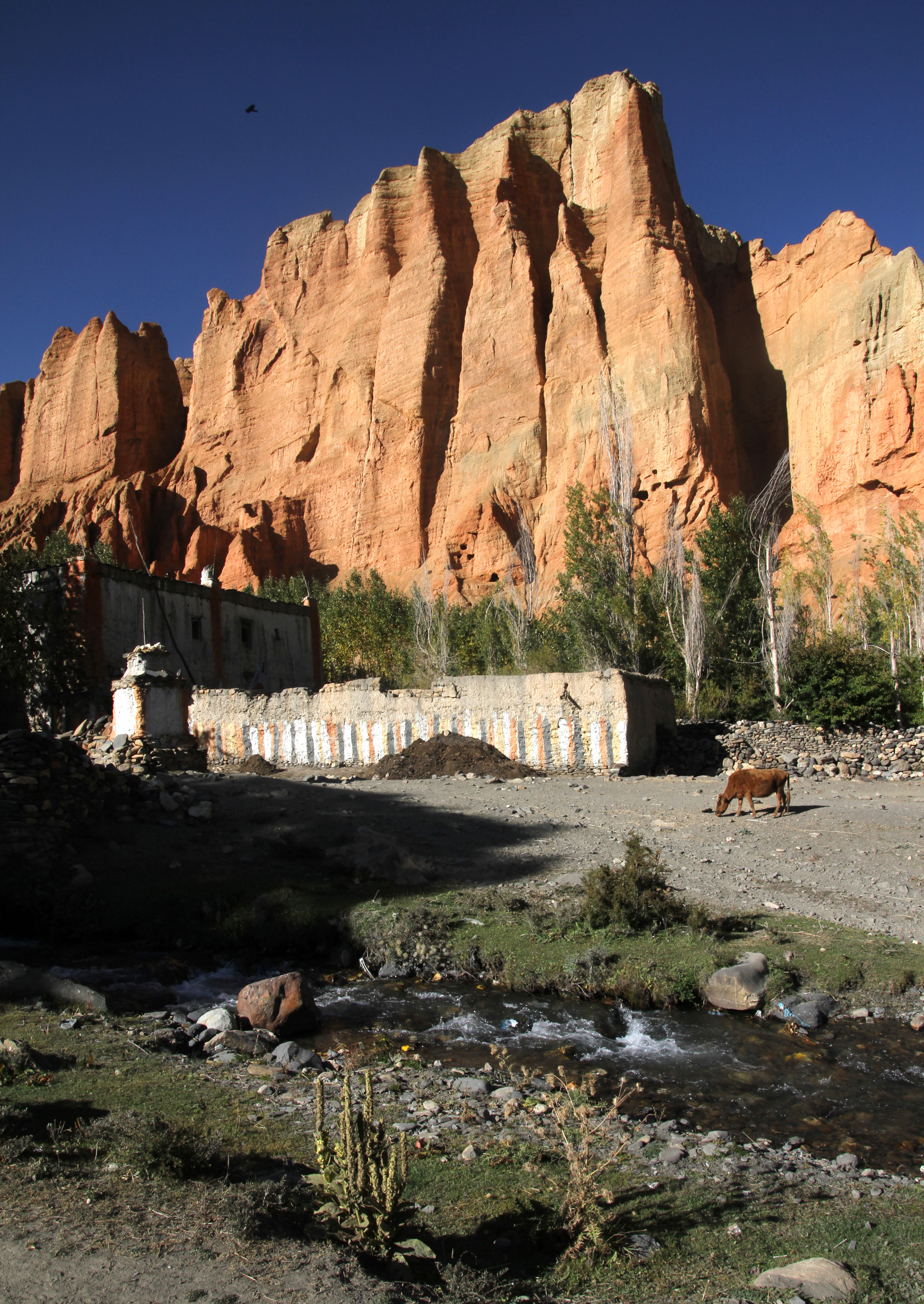
Mustang
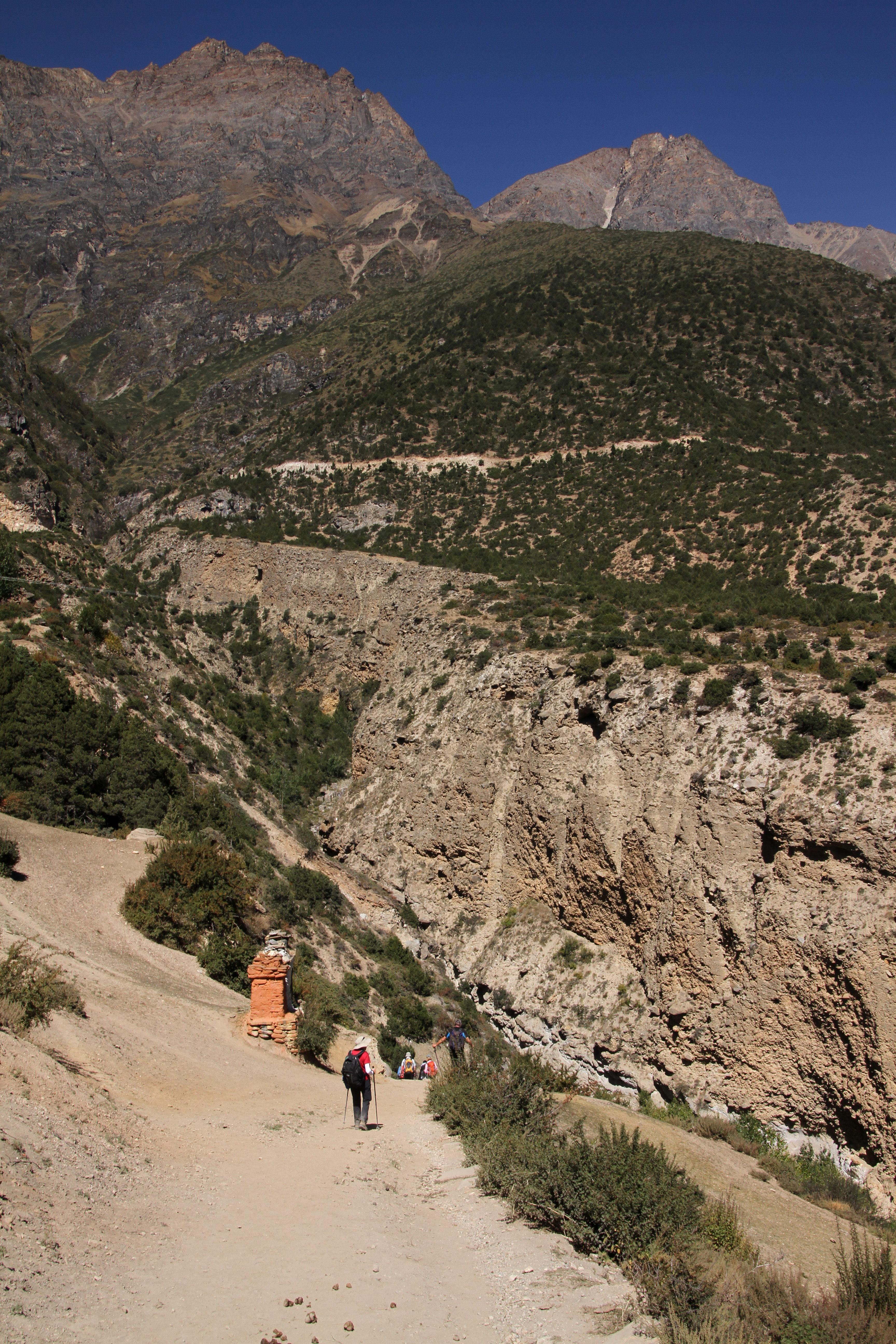
Mustang